# Saif al-Islam Gaddafi
Saif al-Islam Gaddafi (arabă سيف الإسلام معمر القذافي, tradus ca „Sabia Islamului”; n. 25 iunie 1972, Tripoli, Republica Arabă Libiană⁠(d)) este o figură politică libiană. Este al doilea fiu al lui Muammar Gaddafi, care a condus Libia din 1969 până în 2011. Mama lui este cea de-a doua soție a lui Gaddafi, Safia Farkash. El a fost parte din cercul interior al tatălui său, care desfășoară relații publice și roluri diplomatice, în numele tatălui său. În timpul domniei tatălui său, el a fost oficial cea de-a doua cel mai recunoscută oficialitate din Libia și a fost menționat ca un posibil succesor, deși el a negat acest lucru.
El a fost arestat la 19 noiembrie în orașul Ubari, lângă Sabha, în sudul Libiei, 640 km (400 mi) de Tripoli. 
În timpul căderii orașului Tripoli, pe 21 august 2011, s-a spus că a fost capturat de forțele CNT, dar în noaptea lui 22 august a apărut la intrarea hotelului Rixos, unde stăteau jurnaliștii străini.
Deși a fost din nou relatat pe larg la momentul respectiv că, Saif al-Islam Gaddafi, a fost capturat sau ucis de forțele de CNT în timpul etapelor de încheiere a bătăliei de la Sirte, la 20 octombrie 2011, aceste relatări au fost false, datorită faptului că la scurt timp după ce tatăl său a fost ucis, prim-ministrul libian Mahmoud Jibril a declarat că Saif al-Islam Gaddafi a reușit să scape și a fost pe fugă. Pe 24 octombrie 2011, se spune că ar fi obținut sprijinul triburilor loiale tatălui său și a declarat că va continua lupta. La 28 octombrie, s-a relata că a părăsit Libia cu succes și a fost în Niger. S-a raportat că el a fost transportat cu avionul la Zintan. Capturarea sa a fost confirmată de către Curtea Penală Internațională (CPI) în 20 noiembrie 2011.